# Triaeris stenaspis
Espèce
Synonymes
- Triaeris patellaris Bryant, 1940
- Triaeris berlandi Lawrence, 1952
- Triaeris lepus Suman, 1965
- Triaeris lacandona Brignoli, 1974
- Oonops erinaceus Benoit, 1977

Triaeris stenaspis est une espèce d'araignées aranéomorphes de la famille des Oonopidae.

## Distribution
Cette espèce d'origine africaine est pantropicale par introduction. Elle a été observée, :
- à Madagascar, aux Comores, en Angola, en Tanzanie, en Ouganda, au Rwanda, au Congo-Kinshasa, au Gabon, en Guinée équatoriale, au Nigeria, au Ghana, en Côte d'Ivoire et à Sainte-Hélène ;
- en Argentine, au Brésil, en Équateur, au Venezuela, en Colombie, à Trinité-et-Tobago, à la Barbade, à Saint-Vincent-et-les-Grenadines, à Montserrat, aux Pays-Bas caribéens, aux îles Vierges des États-Unis, aux îles Vierges britanniques, à Porto Rico, en République dominicaine, à Haïti, en Jamaïque, à Cuba, aux Bahamas, au Panama, au Costa Rica, au Nicaragua, au Honduras, au Salvador, au Belize, au Guatemala, au Mexique et en Floride aux États-Unis ;
- en Iran et à Taïwan ;
- en Australie, aux îles Cook, aux îles Marquises et à Hawaï ;
- au Jardin des plantes de Paris en France.

## Description
La femelle holotype mesure 2,5 mm
La femelle décrite par Platnick, Dupérré, Ubick et Fannes en 2012 mesure 1,47 mm.
Le mâle est inconnu ce qui laisse à penser qu'il s'agit d'une espèce parthénogenétique.

## Systématique et taxinomie
Cette espèce a été décrite par Simon en 1892.
Triaeris patellaris a été placée en synonymie par Chickering en 1969.
Triaeris berlandi, Triaeris lepus et Triaeris lacandona ont été placées en synonymie par Platnick, Dupérré, Ubick et Fannes en 2012.
Oonops erinaceus a été placée en synonymie par Sherwood, Brescovit, Henrard, Jocqué et Fowler en 2023.

## Publication originale
- Simon, 1892 : « On the spiders of the island of St. Vincent. Part 1. » Proceedings of the Zoological Society of London, vol. 1891, p. 549-575 (texte intégral).